# Jiuzhou - Tiankong cheng
Jiuzhou - Tiankong cheng (九州·天空城S, Jiǔzhōu - Tiānkōng chéngP, lett. "Le nove terre - Il castello nel cielo"; titolo internazionale Novoland: The Castle in the Sky) è una serie televisiva cinese trasmessa su Jiangsu TV dal 20 luglio al 1 settembre 2016, per un totale di 28 episodi, più un finale alternativo.
Raccolse più di 1,6 miliardi di visualizzazioni per la fine della messa in onda, e Guan Xiaotong vinse il premio Miglior attrice ai Macau International Television Festival.
Nel 2018 è stato girato un sequel con protagonisti Xu Zhengxi e Wang Yuwen, quest'ultima a interpretare il ruolo della figlia di Fuling.

## Trama
Nel mondo coesistono due specie, esseri umani e alati, e le due culture s'incontrano e si mescolano alla Corte Stellare; l'imperatrice degli umani, però, pianifica in segreto di muovere guerra agli alati sfruttando una città costruita anni prima da un grande inventore: per farla volare ha tuttavia bisogno del polline di una divinità che si reincarna ogni cento anni e il cui risveglio è ormai prossimo.
Seguendo l'amico d'infanzia e primo amore Bai Tingjun, principe degli umani, alla corte stellare, la giovane Yi Fuling incontra l'imperatore degli alati, Feng Tianyi. Quando l'imperatrice umana scopre che è Fuling la divinità che cerca, tenta di darla in sposa al figlio minacciando la vita del padre della ragazza, che giunge infine a credere che Tingjun lo abbia ucciso. Fuling arriva poi alla corte degli alati, dove, nonostante gli attriti iniziali, s'innamora di Feng Tianyi; tuttavia, una profezia minaccia il suo futuro.

## Personaggi
- Feng Tianyi, interpretato da Zhang Ruoyun
Imperatore degli alati, viziato e prepotente.
- Yi Fuling, interpretata da Guan Xiaotong
Reincarnazione di una divinità, è gentile e innocente.
- Bai Tingjun, interpretato da Liu Chang
Principe degli umani e amico d'infanzia di Fuling, che ama profondamente.
- Xue Feishuang, interpretato da Ju Jingyi
Principessa degli alati e amica d'infanzia di Tianyi, che ama.
- Yu Huanzheng, interpretato da Chen Ruoxuan
Fratellastro di Xue Feishuang, è ossessionato dai meccanismi.
- Ji Shu/Yi Qianji, interpretato da Zhang Luyi (Ji Shu) e Yang Chengjin (Yi Qianji)
Inventore e padre di Fuling.
- Bai Xue, interpretata da Liu Min
Imperatrice degli umani e madre di Bai Tingjun.
- Feng Ren, interpretato da Zhao Jian
Zio di Tianyi e reggente.
- Bi Anhua, interpretata da Zhu Shengyi
Serva di Bai Tingjun innamorata di lui.
- Xiong Tang, interpretata da Aliya
Attendente di Bai Xue.
- Lin Ruizhu, interpretata da Tang Jingmei
Madre di Fuling.
- Xue Lin, interpretato da Liu Junxiao
Fratello di Xue Feishuang e ministro.
- Xiang Congling, interpretato da Jia Zhengyu
- Yue Yunqi, interpretato da Wei Yankan
- Yu Tongmu, interpretato da Zhou Yifan
- Du Ruofei, interpretato da Wang Siyao
- Pei Yu, interpretato da Dai Chao
- Xue Zhong, interpretato da Gao Feng
- Xue Qian, interpretato da Luo Youyue
- Qi Luolin, interpretata da Li Guo
- Fang Yeyan, interpretata da Wang Yujing
- Xing Guxuan, interpretato da Wen Jiang
- Xing Yinchi, interpretato da Cui Peng
- Xing Yufei, interpretato da Ma Qiguang
- Tian Yazi, interpretato da Han Qing

## Colonna sonora
1. Drunk Fei Shuang (醉飞霜) – Ju Jingyi
2. Music Dream (音夢) – Guan Xiaotong
3. Big Dreamer (大夢想家) – TFBoys

## Riconoscimenti
- ENAwards
  - 2016 – Top 10 Online Dramas[5]

- Macau International Television Festival
  - 2016 – Miglior attrice a Guan Xiaotong[2]

- Huading Awards
  - 2017 – Candidatura Miglior attrice in una serie storica a Guan Xiaotong